# Seimu
L'empereur Seimu (成務天皇, Seimu Tennō) est le treizième empereur du Japon à apparaître sur la traditionnelle liste des empereurs.
Aucune date certaine ne pouvant lui être attribuée, il est considéré par les historiens comme un « empereur légendaire ». La tradition lui attribue cependant des dates de vie de 83 à 191 et situe son règne à partir de 131.